# Kanazawa-ku
Ne doit pas être confondu avec Kanazawa.
Kanazawa (金沢区, Kanazawa-ku) est l'un des dix-huit arrondissements de la ville de Yokohama au Japon. Il est situé au sud-ouest de la ville, au bord de la baie de Tokyo.
En 2016, sa population est de 201 647 habitants pour une superficie de 30,96 km2, ce qui fait une densité de population de 6 510 hab./km2.

## Lieux notables
- Kanazawa bunko
- Yokohama Hakkeijima Sea Paradise
- Université municipale de Yokohama

## Transport publics
L'arrondissement est desservi par plusieurs lignes ferroviaires :
- lignes principale et Zushi de la compagnie Keikyū,
- ligne Kanazawa Seaside.